# Commissione per la cultura e l'istruzione del Parlamento europeo
La Commissione per la cultura e l'istruzione (CULT) è una commissione permanente del Parlamento europeo.

## Competenze
In base al regolamento del Parlamento europeo la commissione per la cultura e l'istruzione è la:
1. gli aspetti culturali dell'Unione europea ed in particolare:
  - il miglioramento della conoscenza e della diffusione della cultura,
  - la protezione e la promozione della diversità culturale e linguistica,
  - la conservazione e la salvaguardia del patrimonio culturale, gli scambi culturali e la creazione artistica;
2. la politica dell'Unione europea nel campo dell'istruzione, compresi il settore dell'istruzione superiore europea, la promozione del sistema delle scuole europee e l'apprendimento lungo tutto l'arco della vita;
3. la politica dell'audiovisivo e gli aspetti culturali ed educativi della società dell'informazione;
4. la politica della gioventù;
5. lo sviluppo di una politica dello sport e delle attività ricreative;
6. la politica dell'informazione e dei media;
7. la cooperazione con i paesi terzi nei settori della cultura e dell'istruzione e le relazioni con le organizzazioni e istituzioni internazionali interessate.»

(Regolamento del Parlamento europeo, Allegato VI: Attribuzioni delle commissioni parlamentari permanenti, art. XV.)

## Presidenti
| Periodo     | Presidente         | Nazionalità | Gruppo    |
| ----------- | ------------------ | ----------- | --------- |
| 2004 – 2007 | Nikolaos Sifunakis | Grecia      | PSE       |
| 2007 – 2009 | Katerina Batzeli   | Grecia      | PSE       |
| 2009 – 2014 | Doris Pack         | Germania    | PPE       |
| 2014 – 2017 | Silvia Costa       | Italia      | S&D       |
| 2017 – 2019 | Petra Kammerevert  | Germania    | S&D       |
| 2019 – 2024 | Sabine Verheyen    | Germania    | PPE       |
| 2024 –      | Nela Riehl         | Germania    | Verdi/ALE |